# Мадригаль, Маргарита
Маргарита Мадригаль, исп. Margarita Madrigal (15 мая 1912, Алахуэла, Коста-Рика — 23 июля 1983, Стамфорд, Коннектикут) — американская писательница (25 книг, переведенных на различные языки мира) и педагог коста-риканского происхождения. Автор серий бестселлеров — учебников иностранных языков Madrigal’s Magic Key to… и An Invitation to…, широко популярных в 1940—1970-е гг., имевшая среди своих учеников ряд знаменитостей своего времени.

## Биография

### Происхождение
Родители Маргариты познакомились в г. Канзас-Сити (Миссури), где её отец, Эсекиас Мадригаль, оперный баритон из Коста-Рики, проводил тур по США. Когда его аккомпаниатор заболела, он пригласил местную девушку, успешную пианистку и концертмейстера Каролину Вильгельм из Уинчестера (Канзас), которая вскоре влюбилась в него и переселилась с ним в Коста-Рику.

### Молодость
Маргарита родилась в городе Алахуэла в Коста-Рике, за ней последовала сестра Марселла и брат Мигель. В детстве часто переезжала из одного города в другой вслед за родителями, которые проводили туры и преподавали в различных городах, в основном в Латинской Америке. К тому времени как ей исполнилось 11 лет, она уже успела объездить Мексику и ряд центральноамериканских стран.
В 1923 г. мать отправила её жить к родственникам в Канзас-Сити, опасаясь, что дочь забудет английский язык. Там она посещала старшую школу Вайандотт (en:Wyandotte High School), что, по её словам, «слегка познакомило её с канзасскими традициями».

### Карьера
По окончании школы Маргарита переехала в Мексику, где обучалась, а затем преподавала в Учительском колледже штата Пуэбла. В 1940 году Университет Мексики поручил ей провести исследование о преподавании испанского языка в США. Поначалу она вернулась в Канзас-Сити, а затем объездила страну, собирая материалы для диссертации. В ноябре 1940 году она отправилась в Нью-Йорк, где поселилась в Гринвич-Виллидж и начала давать частные уроки испанского. Также она выступала с лекциями в отделе образования взрослых в местном YWCA.
К 1941 году она уже получила широкую известность. Вскоре она начала публиковаться, рекламируя свою преподавательскую методику. Первыми вышли несколько книг, положившие начало серии An Invitation to… — сначала учебники испанского и португальского, а затем французского, русского, итальянского, английского и немецкого языков. Эти курсы вскоре стали бестселлерами, сделав её одним из наиболее популярных авторов методик изучения иностранных языков в США.
За этой серией последовала другая, для детей, под названием First steps in…, а затем серия карманного формата See it & Say it in….
В 1950-е годы она опубликовала новую серию Madrigal’s Magic Key to…, где материал был подан более полно и глубоко по сравнению с предыдущими учебниками. Одним из ключевых факторов успеха стало включение в учебники широкого массива грамматических и лексических сопоставлений между изучаемым языком и английским. Первой в этой серии, в 1955 году, вышел учебник испанского (с иллюстрациями Энди Уорхола), затем французского (1959) и немецкого (1966). Помимо этих книг, она выпустила аудиозаписи к учебникам испанского и французского, однако они продавались плохо.
Среди её известных учеников были писатели Шервуд Андерсон, Андре Моруа и Эрнест Хемингуэй, ряд теле- и радиожурналистов, а также победительница турниров Большого шлема теннисистка Элис Марбл. Она работала в таких организациях и компаниях, как ФБР, Rockefeller Institute, en:Time-Life International, а также оказывала услуги дипломатам, правительственным чиновникам и военным.

#### Иск о плагиате (1957)
В 1957 году суд удовлетворил иск о плагиате в отношении её книги «Приглашение к русскому языку» (An Invitation to Russian). Истец, американский переводчик художественной литературы русского происхождения Фёдор И. Никанов, утверждал, что Мадригаль и её соавтор Соня Бликер нарушили его авторское право на таблицы по русскому языку и материал из его неопубликованной рукописи, которой он делился с Бликер в надежде написать книгу в соавторстве с ней.
Поскольку Мадригаль не знала русского языка даже на уровне простых предложений, а лишь отвечала за структуру учебника, ей пришлось опираться на услуги Бликер по переводу. Книга включала презентацию по русскому алфавиту, выражения, сходные с английскими словами, и даже похожие на никановские рисунки. Хотя все эти заимствования составили в целом лишь небольшую часть книги, они представляли собой большую часть работы Никанова, которому была присуждена компенсация в 5 тыс. долларов. Позднее Никанов выпустил ряд учебных материалов по русскому языку, не имевших коммерческого успеха, а Соня Бликер ушла из лингвистики и стала известным писателем-индеанисткой.

### Поздние годы и смерть
Маргарита Мадригаль продолжала преподавать и работать над новыми изданиями и рукописями существующих курсов до 1970-х гг. Хотя она продолжала вести частные уроки в своей квартире в Гринвич-Виллидж, она всё чаще проводила выходные и лето в Мистике, Коннектикут. Страдая от перенапряжения от работы и стресса, она в конце концов переехала туда насовсем.
В последние годы жизни Маргарита начала работать над историей Отцов-основателей США, которую она надеялась написать таким же простым языком, как и свои языковые курсы. Судьба данной рукописи неизвестна.
В 1978 г. она переехала из Мистик в Стамфорд, где умерла в своём доме от рака гортани. Собственной семьи у неё не было, её пережила сестра Марселла.
Несмотря на успех при жизни, вскоре после её смерти внимание к её наследию пропало, и, за исключением некоторых работ на испанском языке, её учебники больше не переиздавались в США. В 1997 г. в России в переводе был выпущен её учебник «Приглашение к французскому» в соавторстве с П. Лоней.

## Цитаты
- «Латиноамериканцы, в целом — страстные любители демократии. Они верят в образование и свободу слова. Коста-Рика, к примеру — это самая мирная страна из тех, в которых я бывала. Там на каждого солдата приходится по 14 учителей».
- «Мои инструменты — это карандаш Blackwing, жёлтая подкладка под бумагу формата Legal, и ещё, если мне повезёт — поток мыслей».